# Vasile Iliuță
Vasile Iliuță (n. 4 mai 1968, Vâlcelele, România) este președintele Consiliului Județean Călărași, ales în 2016 din partea Partidului Național Liberal și om de afaceri. În cariera sa politică acesta a mai îndeplinit funcția de primar al comunei Vâlcelele timp de 3 mandate (2000-2012) și deputat în mandatul 2012-2016.
În timpului mandatului a trecut la grupul parlamentar al Partidului Național Liberal, în urma fuziunii Partidului Democrat Liberal cu partidul mai sus menționat.
În urma alegerii sale, în data de 28 iunie 2016 ca președinte al Consiliului Județean Călărași, acesta și-a înaintat demisia din funcția de parlamentar.
În prezent, este Președintele PSD Călărași.

## Controverse
Pe 24 februarie 2021 Vasile Iliuță a fost trimis în judecată de DNA pentru abuz în serviciu, fals intelectual în formă continuată și șantaj.
Pe 19 decembrie 2024 Curtea de Apel București l-a achitat definitiv pe Vasile Iliuță în acest dosar.
Pe 19 iunie 2024 Vasile Iliuță a fost trimis în judecată de DNA pentru abuz în serviciu dacă funcționarul public a obținut pentru sine sau pentru altul un folos necuvenit, în formă continuată într-un nou dosar.